# Silvertetra
Silvertetra (Ctenobrycon spilurus) är en fiskart som först beskrevs av Valenciennes, 1850.  Silvertetra ingår i släktet Ctenobrycon och familjen Characidae. Inga underarter finns listade i Catalogue of Life.